# Iryna Krasnianska
 (janvier 2024).
Si vous disposez d'ouvrages ou d'articles de référence ou si vous connaissez des sites web de qualité traitant du thème abordé ici, merci de compléter l'article en donnant les références utiles à sa vérifiabilité et en les liant à la section « Notes et références ».
Iryna Krasnianska, née le 19 novembre 1987 à Vologda, est une gymnaste artistique ukrainienne.

## Palmarès

### Jeux olympiques
- Ukraine 2004
  - 4e au concours par équipes

### Championnats du monde
- Aarhus 2006
  -  médaille d'or à la poutre

### Championnats d'Europe
- Amsterdam 2004
  -  médaille d'argent au concours par équipes
  -  médaille de bronze aux barres asymétriques